# Hansa-Brandenburg W.12
L'Hansa-Brandenburg W.12 era un idrocaccia a scarponi a velatura biplana sviluppato dall'allora azienda tedesco imperiale Hansa und Brandenburgischen Flugzeugwerke GmbH negli anni dieci del XX secolo e prodotto, oltre che dalla stessa, anche dalla olandese Van Berkel su licenza.
Realizzato per sostituire nei reparti aerei della Kaiserliche Marine, la marina militare dell'Impero tedesco, il precedente ed oramai troppo vulnerabile pari ruolo Hansa-Brandenburg KDW, fu il primo idrovolante biposto di produzione tedesca; introdotto nelle fasi finali della prima guerra mondiale rimase in servizio con la marina tedesca fino alla fine del conflitto e, risultando particolarmente longevo, nei Paesi Bassi fino al 1933 come dotazione della Marine Luchtvaartdienst, la componente aerea della Koninklijke Marine, la marina militare olandese.

## Storia del progetto
Nel corso della prima guerra mondiale vi fu una rapida evoluzione dei velivoli a disposizione delle nazioni coinvolte e dei loro ruoli. Con lo sviluppo di nuovi modelli, sempre più efficaci ed in grado di competere o superare quelli in dotazione alle forze aeree avversarie, gli equilibri venivano in poco tempo ridiscussi dai risultati nei combattimenti aerei. In quest'ambito l'Hansa-Brandenburg KDW, un idrocaccia a scarponi derivato dall'Hansa-Brandenburg D.I terrestre entrato in servizio nella Kaiserliche Marine nel 1916, già nel corso dell'anno si dimostrava inadatto a sostenere un combattimento aereo con gli avversari a causa della sua inferiore velocità massima, oltre che per la ridotta manovrabilità, e per la mancanza di un efficace armamento difensivo verso coda, fattori che lo rendevano un facile bersaglio.
Per ovviare alle carenze del KDW la marina tedesco-imperiale emise una specifica per la fornitura di un nuovo modello destinato a sostituirlo. L'Hansa-Brandenburg rispose con un progetto nuovamente affidato ad Ernst Heinkel che introdusse nella cellula un secondo abitacolo circolare dotato di una mitragliatrice brandeggiabile montata su supporto ad anello. Caratteristici erano pure la parte posteriore della fusoliera, che proseguiva alzandosi verso coda, e la disposizione degli elementi dell'impennaggio che, al fine di liberare il campo di tiro del mitragliere, aveva l'elemento verticale spostato verso il basso.
La costruzione del prototipo, avviata nello stabilimento di Warnemünde, terminò nel gennaio 1917. Il velivolo, equipaggiato con un motore Mercedes D.III, un sei cilindri in linea raffreddato a liquido in grado di erogare una potenza pari a 160 PS (118 kW) venne portato in volo per la prima volta nei primi mesi dell'anno manifestando alcune carenze che determinarono l'avvio di una serie di modifiche. Il volo inaugurale rivelò infatti che il baricentro risultava eccessivamente spostato all'indietro tanto che il pilota collaudatore ai suoi comandi riuscì con grande difficoltà ad evitare la caduta del velivolo appena staccatosi dalla superficie dell'acqua. Per ovviare al problema le ali vennero spostate verso coda di 350 mm. Benché durante uno dei voli di prova il prototipo fosse rimasto distrutto affondando, non per un difetto progettuale però ma a causa dell'ammaraggio sopra una roccia sommersa, le modifiche introdotte sul W.12 si dimostrarono risolutive ed il modello, che si rivelò possedere eccellenti prestazioni, venne valutato positivamente dal personale della commissione della Kaiserliche Marine, di conseguenza l'Hansa-Brandenburg ottenne un ordine di fornitura avviando il modello alla produzione in serie.
In seguito, dopo il termine del conflitto, il modello venne prodotto anche nei Paesi Bassi. Nell'aprile 1918, a causa di un malfunzionamento, un W.12 tedesco fu costretto ad ammarare in territorio olandese. Il personale della Koninklijke Marine che lo requisì ebbe quindi l'opportunità di valutarne ed apprezzarne le caratteristiche. Al termine del conflitto, anche a causa delle restrizioni imposte alla nuova realtà nazionale tedesca, la Repubblica di Weimar, che impedivano il mantenimento di una flotta aerea, il governo olandese riuscì ad ottenere una licenza di produzione del W.12 che affidò all'azienda locale Van Berkel con sede e stabilimenti a Rotterdam. Con la designazione di W-A venne adottato dalla Marine Luchtvaartdienst, la componente aerea della marina militare olandese e prodotto in 35 esemplari. La variante olandese si distingueva per una serie di modifiche minori e per l'adozione di una diversa motorizzazione.

## Tecnica
A parte alcune soluzioni tecniche peculiari, il W.12 era un classico modello realizzato in legno e tela che riproponeva un'impostazione convenzionale per l'epoca: idrovolante con configurazione a scarponi monomotore biplano.
La fusoliera, realizzata con struttura in legno ricoperta da pannelli in compensato, era caratterizzata dalla presenza di due abitacoli aperti e separati, l'anteriore destinato al pilota ed il posteriore, di forma circolare e leggermente rialzato, al mitragliere di coda. Posteriormente proseguiva con un angolo acuto rispetto all'asse del velivolo per terminare in un impennaggio monoderiva caratterizzato dall'unico elemento orizzontale con i due equilibratori mobili montati in alto e quello verticale completamente rivolto verso il basso.
La configurazione alare era biplano-sesquiplana caratterizzata dall'ala superiore, montata alta a parasole e collegata alla fusoliera tramite un castello tubolare centrale, con un'apertura leggermente superiore a quella inferiore, montata bassa sulla fusoliera, collegate tra loro da una coppia di montanti, uno per lato, integrati, solo tra i due elementi verticali, da tiranti in cavetto d'acciaio.
Il galleggiamento era assicurato da una coppia di grandi scarponi in legno collegati alla fusoliera ed all'estradosso dell'ala inferiore da un robusto castello tubolare.
La propulsione era assicurata da un motore raffreddato a liquido posizionato all'apice anteriore della fusoliera, normalmente il Mercedes D.III da 160 PS (118 kW) o, in un numero limitato, il Benz Bz.III da 150 PS (110 kW) entrambi 6 cilindri in linea, racchiuso da un cofano metallico ed abbinato ad un'elica bipala in legno a passo fisso. In base alla motorizzazione mutavano posizione ed architettura degli impianti di raffreddamento, con il collocamento del radiatore sulla parte centrale del bordo d'entrata dell'ala superiore, e di scarico, con configurazione "a corno di rinoceronte" nel caso del Mercedes.
L'armamento era costituito da una o due mitragliatrici LMG 08/15 calibro 7,92 mm posizionate in caccia davanti alla cabina di pilotaggio, dotate di un dispositivo di sincronizzazione che permetteva di sparare senza danni attraverso il disco dell'elica, più una Parabellum MG 14, anch'essa calibro 7,92 mm, montata su un supporto brandeggiabile a sua volta parte di un supporto ad anello che permetteva al secondo membro dell'equipaggio di spostarla anche di lato per ottenere un maggior campo di tiro.

## Impiego operativo
Il W.12 iniziò ad essere consegnato ai reparti della Kaiserliche Marine dall'inizio del 1917, incaricato di difendere lo spazio aereo attorno alle stazioni navali sulla costa del Mare del Nord, dove rimase in prima linea fino alla metà del 1918 quando venne sostituito nel servizio dal più grande e più efficiente Hansa-Brandenburg W.19. Il 17 dicembre 1917 il W.12 pilotato dall'allora tenente Friedrich Christiansen, viene accreditato l'abbattimento di un dirigibile britannico, il C 27.
Il W-A di produzione olandese venne introdotto nell'immediato dopoguerra, rimanendo in servizio fino al 1933.

## Varianti
W.12
designazione del modello prodotto dalla Hansa-Brandenburg, realizzato in 146 esemplari, ed impiegato dalla marina militare tedesco-imperiale.
W-A
designazione del modello prodotto su licenza dall'olandese Van Berkel, equipaggiato con motori Benz e prodotto in 35 esemplari.

## Utilizzatori
Germania
- Kaiserliche Marine

 Paesi Bassi
- Koninklijke Marine - Marine Luchtvaartdienst